# Dendrobium nieuwenhuisii
Dendrobium nieuwenhuisii är en orkidéart som beskrevs av Johannes Jacobus Smith. Dendrobium nieuwenhuisii ingår i släktet Dendrobium, och familjen orkidéer. Inga underarter finns listade i Catalogue of Life.